# Adventure Games
Adventure Games – Entdecke die Story ist der Name einer Spieleserie der beiden australischen Spieleautoren Matthew Dunstan und Phil Walker-Harding, die bei dem Verlag Kosmos Spiele erscheint. Die Spiele bauen auf dem Konzept der Escape Games auf und verbinden diese mit dem als Computerspielgenre Adventure Games, bei denen die Mitspieler gemeinsam durch verschiedene Auswahlmöglichkeiten im Spiel eine Geschichte erschließen müssen. Wie bei den Spielen der Exit-Reihe und anderer Escape-Spiele müssen sie dabei Rätsel lösen, die Spielführung erfolgt allerdings anders als bei diesen durch Karten, auf denen die Spieler Punkte in Form von Zahlencodes wählen müssen, um voranzukommen.
Die Spiele der Adventure-Games-Reihe sind dafür konzipiert, nur einmal gespielt zu werden, da den Spielern danach die Lösungen bekannt sind. Anders als bei den Exit-Spielen wird allerdings kein Spielmaterial verändert oder zerstört.

## Ausstattung und Spielweise
Bei den Adventure-Games geht es wie bei einem Computer-Adventure darum, eine Geschichte zu rekonstruieren und darin verschiedene Rätsel zu lösen. Dabei starten die Spieler mit wenigen Anhaltspunkten und müssen sich nach und nach durch das Spiel mit verschiedenen Orten und Aktionen arbeiten. Die Spiele sind dabei in unterschiedlichen Schwierigkeitsgraden für einen bis vier Spieler angelegt und in drei bis vier Kapitel untergliedert, die jeweils eine Spieldauer von 75 bis 90 Minuten haben.
Die Ausstattung variiert je nach Spiel. Sie beinhaltet eine knappe Spielanleitung, die das Konzept der Spiele umreißt und die Spieler in das konkrete Spiel einführt. Hinzu kommen auf das Spiel abgestimmte Charakterkarten, Ortskarten und Abenteuerkarten. Die Charakterkarten enthalten Charakterbeschreibungen und individuelle Eigenschaften, die im späteren Spiel eingesetzt werden. Die Ortskarten zeigen jeweils einen Raum mit mehreren Handlungsoptionen in Form von Nummern, die von den Spielern aktiv genutzt werden und hinter denen sich weitere Optionen, Rätsel oder auch Fallen befinden können. Diese werden durch das ebenfalls vorhandene Abenteuerbuch und die Abenteuerkarten bestimmt, bei einigen Optionen werden zudem neue Räume ins Spiel gebracht oder vorhandene Räume verändert. Jeder Spieler hat zudem neben seiner Charakterkarte eine Spielfigur, die er im Spiel an den Orten platziert, an denen er sich aktuell aufhält. Mit der Mobile App KOSMOS Erklär-App können sowohl die Anleitung als auch die Abenteuer- und Ortskarten vorgelesen werden.

## Ausgaben
Die Spiele der Serie wurden von den beiden australischen Spieleautoren Matthew Dunstan und Phil Walker-Harding entwickelt und erscheinen in jeweils einer deutschen und englischen Ausgabe sowie bei 999 Games auf Niederländisch. Die grafische Gestaltung kommt von Martin Hoffmann.
Bislang sind die folgenden Titel erschienen:
- Adventure Games: Das Verlies (Adventure Games: The Dungeon; 2019)[3]
- Adventure Games: Die Monochrome AG (Adventure Games: Monochrome Inc.; 2019)[4]
- Adventure Games: Die Vulkaninsel (Adventure Games: The Volcanic Island; 2019)[5]
- Adventure Games: Grand Hotel Abaddon (Adventure Games: Grand Hotel Abaddon; 2020)[6]
- Adventure Games: Die Akte Gloom City (2021)[7]
- Adventure Games: Im Nebelreich (2021)[8][9]
- Adventure Games: Expedition Azcana (Juli 2022)[10]
- Adventure Games: Die drei ??? - Das Geheimnis der Statue (März 2023)
- Adventure Games: Books – Die Wölfe von Paris (2023)
- Adventure Games: Family – Dimension Fünf-Sieben (2024)